# Susanne Conrad
Susanne Conrad (* 14. September 1958 in Freiburg im Breisgau) ist eine deutsche Journalistin und Fernsehmoderatorin.

## Leben
Susanne Conrad verbrachte ihre Kindheit im Glottertal. Nach dem Abitur nahm sie zunächst ein Studium der Literatur- und Theaterwissenschaften am Jamestown College in Jamestown (North Dakota), USA auf, das sie 1979 mit dem Bachelor of Arts abschloss.
Anschließend studierte sie Germanistik, Anglistik und Philosophie in Würzburg und Mainz und machte 1983 ihr Staatsexamen für das Lehramt an Gymnasien. Schon während ihres Studiums war sie regelmäßige freie Mitarbeiterin beim Südwestfunk in Baden-Baden und in Mainz als Autorin und Moderatorin.
Von 1984 bis 1985 absolvierte sie ein Volontariat beim ZDF. Seit 1985 ist sie Redakteurin, Moderatorin und Autorin beim Zweiten Deutschen Fernsehen. 1989 hob sie das ZDF-Mittagsmagazin mit aus der Taufe und gehörte zum Moderatoren-Quartett der „ersten Stunde“. 1996 verließ sie das Mittagsmagazin und  moderierte bis 1998 die Sendung heute nacht. Außerdem führte sie ab 1997 vier Jahre lang als Gastgeberin durch die samstägliche ZDF-Talkshow Conrad & Co. 1999 kehrte sie dann in das mittägliche Nachrichtenmagazin zurück und war bis März 2015 „das Gesicht“ des ZDF-Mittagsmagazins. Von 2013 bis 2014 moderierte sie die Reihe LandGut. Seit 1. April 2015 ist Conrad Redakteurin im ZDF-Landesstudio Hessen in Wiesbaden.
Susanne Conrad engagiert sich im Rahmen der von Patientinnen und Ärzten initiierten Kampagne Durch die Brust ins Herz – Herausforderung Brustkrebs. Sie moderiert Informationsveranstaltungen zum Thema und ist, ebenfalls im Rahmen der Kampagne, Schirmherrin der Aktion Wie sage ich es meinen Liebsten.
Im Jahr 2013 veröffentlichte sie das Buch Sterben für Anfänger, erschienen im Ullstein-Verlag, in dem sie den Umgang mit Sterben und Tod in unserer Gesellschaft thematisiert.
Im gleichen Jahr war sie an der Gründung der „Mainzer Palliativstiftung – Leben bis zuletzt“ beteiligt und ist Mitglied des Stiftungsrats.
Susanne Conrad ist verheiratet und Mutter von drei Kindern.

## Veröffentlichungen
- Sterben für Anfänger. Wie wir den Umgang mit dem Tod neu lernen können. Ullstein, Berlin 2013, ISBN 978-3-550080524.